# Gesso (minerale)
Il gesso è un minerale tenero composto da solfato di calcio biidrato.
Il nome deriva dal latino gypsum, dal greco γύψος (gýpsos) ‘gesso’.

## Struttura chimica
Riscaldando il gesso tra 100 °C e 150 °C (la temperatura ottimale è 128 °C) si elimina parte dell'acqua (circa il 75%) presente nella struttura chimica, ottenendo gesso anidro cioè disidratato, detto anidrite.
La temperatura ed il tempo necessario dipendono dalla pressione parziale ambientale dell'acqua.
Le temperature superiori a 170 °C sono usate nella calcinazione industriale.
La reazione per la disidratazione parziale è: CaSO4·2H2O + calore → CaSO4·½H2O + 3½H2O (vapore). Il minerale parzialmente disidratato è chiamato emiidrato del solfato di calcio o scagliola (conosciuto comunemente come intonaco di Parigi). Se la cottura avviene a 168 °C si ha una totale perdita dell'acqua: CaSO4·2H2O + calore → CaSO4 + 2H2O (vapore). Entrambi sono processi reversibili.
La disidratazione (specificamente conosciuta come calcinazione) comincia a circa 80 °C, anche se in aria asciutta una certa disidratazione avviene già a 50 °C. L'energia termica apportata al gesso (il calore di idratazione) tende ad allontanare l'acqua (come vapore acqueo), piuttosto che ad aumentare la temperatura del minerale.
È solubile in acqua calda e in acido cloridrico; entrambe le soluzioni possono presentare un colore rosso-arancio tipico.

## Abito cristallino
Si rinviene con diverse morfologie: aggregati spatici o fibrosi e anche sotto forma di masse granulari compatte.
I suoi cristalli presentano evidenti piani di sfaldatura secondo il pinacoide {010} .

## Origine e giacitura
Il gesso è un tipico minerale di origine evaporitica, che si forma per precipitazione diretta da acque marine soprasature, e si rinviene entro una sequenza di rocce sedimentarie.
In Italia si presenta spesso associato allo zolfo, soprattutto nella formazione gessoso-solfifera, tipica dell'appennino italiano.
Ha paragenesi con zolfo, salgemma, aragonite, anidrite, celestina.
Altre possibilità minori di formazione sono:
- per idratazione del minerale anidrite
- per sublimazione da fumarola
- per l'azione alterante di fluidi su solfuri metallici
- per evaporazione in vicinanza della superficie del suolo di acque sotterranee ricche in sali carbonato e solfati

## Forma in cui si presenta in natura

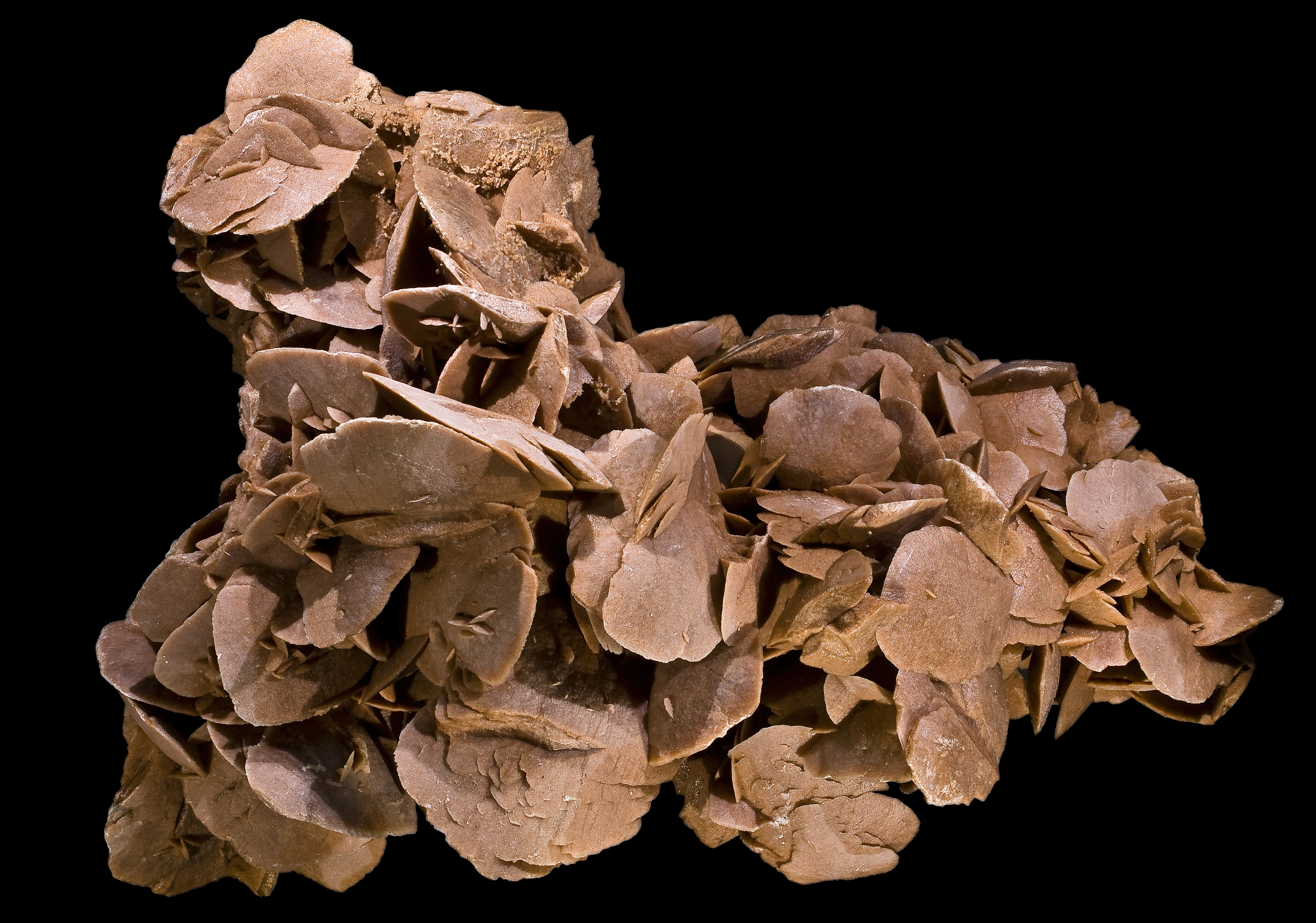
Rosa del deserto tunisina

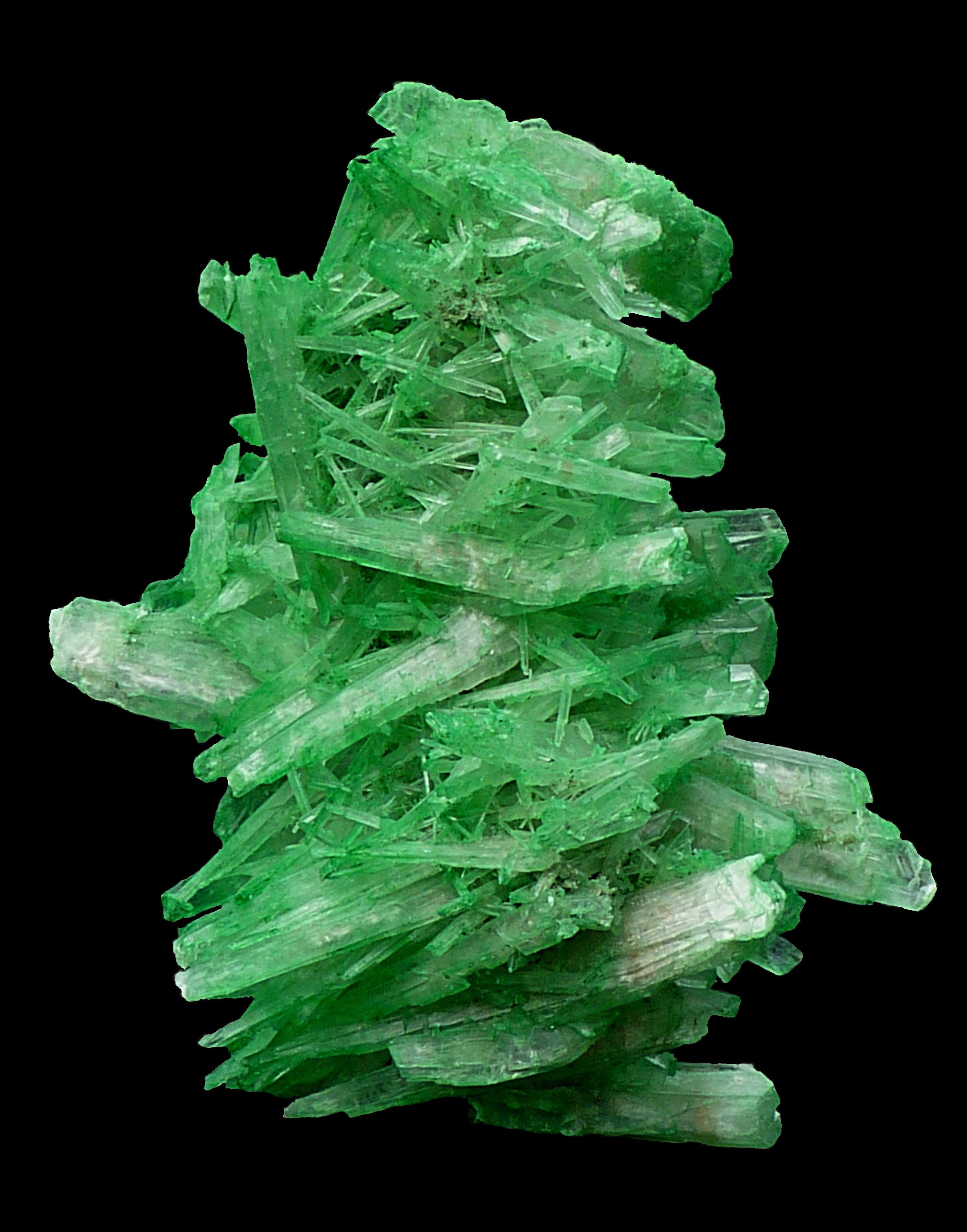
Cristalli di gesso verdastri per la presenza di ossidi di rame

È in grado di accrescersi in cristalli incolori o traslucidi anche di notevoli dimensioni, oggetto di collezionismo, di cui il tipo più comune è la rosa del deserto.

## Caratteri fisici
Può presentare luminescenza gialla e verde ai raggi ultravioletti.

## Località di ritrovamento
In Italia il minerale si trova in piccoli cristalli a Brosso, presso Torino; in esili cristallini nel Vallone di Chapy, a Courmayeur; in piccoli cristalli bianchi o verde-azzurri a Saint Marcel; a Migiandone, frazione del comune di Ornavasso, Provincia del Verbano-Cusio-Ossola; cristalli abbastanza grandi nella Val Calolden, in provincia di Lecco; presso Dossena e Oltre il Colle, in provincia di Bergamo; in forma compatta come matrice dell'antimonite a Renon, provincia di Bolzano; cristalli geminati a ferro di lancia a Monte Donato (località nel comune di Bologna) e nella cava Fiorini a Farneto (frazione di San Lazzaro di Savena); in cristalli incolori e limpidi si trova a Formignano, presso Forlì; una cava a cielo aperto in località Gesso in comune di Sassofeltrio (RN); cristalli incolori si trovano nelle geodi del marmo di Carrara; nella miniera di pirite di Massa Marittima; nell'argilla delle terme di Saturnia; nella miniera di zolfo a Scansano; nella cava di gesso di Monte Argentario, nel grossetano e alle Cetine di Cotorniano, in provincia di Siena, in varie località marchigiane, ove affiora la formazione gessoso-solfifera. Infine si trova nella provincia di Reggio Calabria nel comune di Motta San Giovanni, e in quasi tutte le miniere della Sicilia associato allo zolfo. 
Le più grandi miniere europee di gesso per lavorazioni industriali si trovano nel Monferrato e precisamente nei comuni di Montiglio Monferrato, Moncalvo, Murisengo e Calliano.

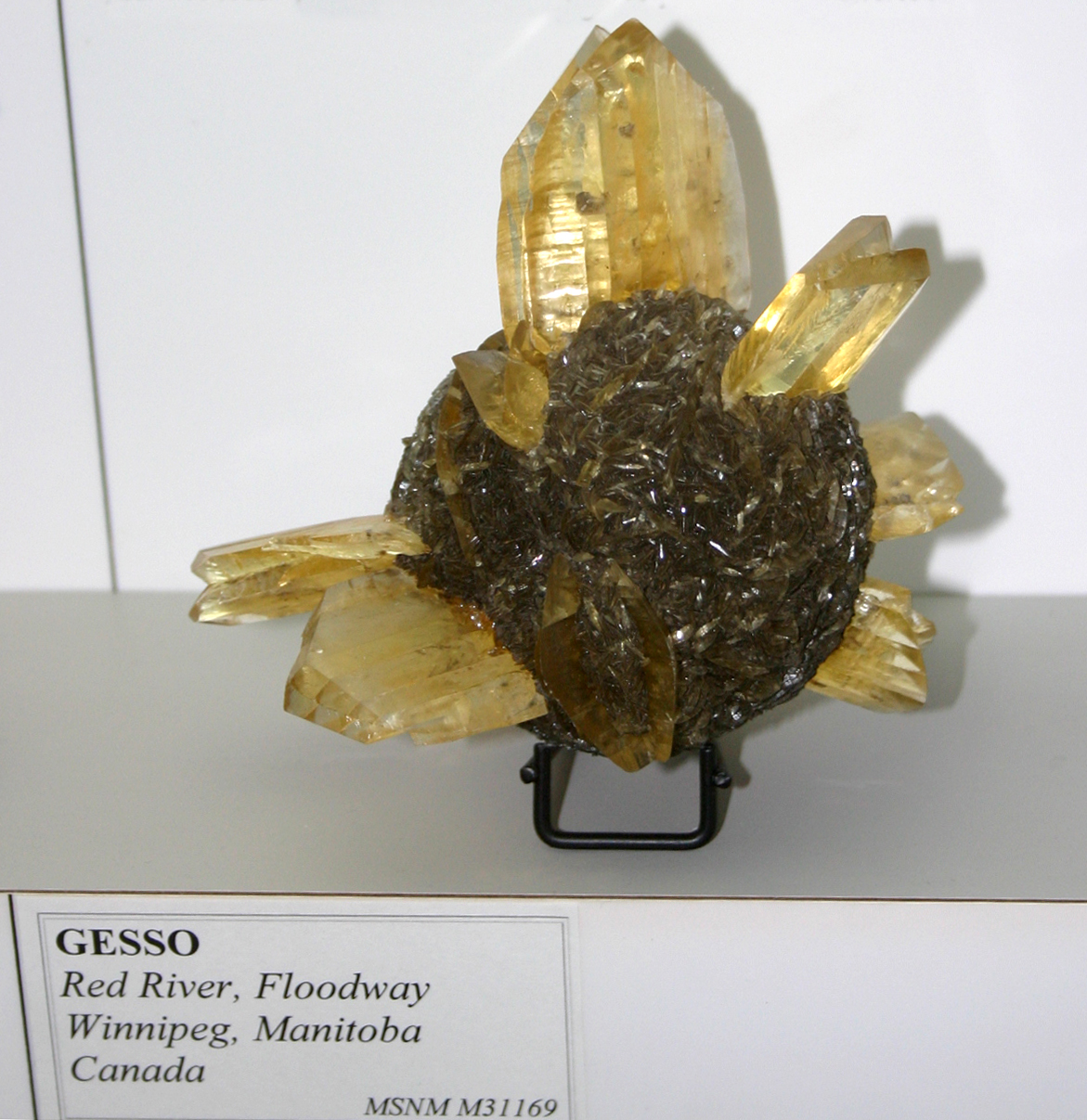
Cristalli spatici di gesso provenienti da una miniera canadese

| I maggiori produttori di gesso nel 2019 | I maggiori produttori di gesso nel 2019 | I maggiori produttori di gesso nel 2019 |
| Posizione                               | Paese                                   | Produzione (milioni di tonnellate)      |
| --------------------------------------- | --------------------------------------- | --------------------------------------- |
| 1                                       | Stati Uniti                             | 21,2                                    |
| 2                                       | Iran                                    | 16,0                                    |
| 3                                       | Cina                                    | 15,5                                    |
| 4                                       | Turchia                                 | 10,0                                    |
| 5                                       | Thailandia                              | 9,7                                     |
| 6                                       | Oman                                    | 9,1                                     |
| 7                                       | Spagna                                  | 7,0                                     |
| 8                                       | Russia                                  | 5,5                                     |
| 9                                       | Messico                                 | 5,4                                     |
| 10                                      | Giappone                                | 4,3                                     |
| 11                                      | Germania                                | 3,3                                     |
| 11                                      | Arabia Saudita                          | 3,3                                     |
| 13                                      | Brasile                                 | 3,0                                     |
| 13                                      | Canada                                  | 3,0                                     |
| 13                                      | Francia                                 | 3,0                                     |

## Utilizzi
Il gesso, macinato e disidratato, viene utilizzato nell'edilizia, nell'odontotecnica, nella scultura, nella cancelleria e, nelle varietà nobili colorate di alabastro, come pietra decorativa.